# Liparis elongata
Liparis elongata är en orkidéart som beskrevs av Noriaki Fukuyama. Liparis elongata ingår i släktet gulyxnen, och familjen orkidéer. Inga underarter finns listade i Catalogue of Life.